# Basil Coleman
Basil Coleman, né Basil Woore Coleman le 22 novembre 1916 à Bristol et mort le 19 mars 2013 à Londres (Angleterre), est un réalisateur et producteur britannique.

## Filmographie

### Comme réalisateur

#### Téléfilm
- 1966 : Billy Budd
- 1973 : Don Pasquale
- 1974 : La Dame de la mer (The Lady from the Sea)
- 1978 : As You Like It
- 1982 : Spider's Web

#### Série télévisée
- 1960 : The Unforeseen
- 1962 : Playdate (1 épisode)
- 1964-1966 : Armchair Theatre (3 épisodes)
- 1965 : Armchair Mystery Theatre (3 épisodes)
- 1966 : Theatre 625 (1 épisode)
- 1966 : Public Eye (en) (2 épisodes)
- 1967 : The Wednesday Play (1 épisode)
- 1968-1975 : BBC Play of the Month (5 épisodes)
- 1970 : Husbands and Lovers (mini-série, 3 épisodes)
- 1971 : Thirty-Minute Theatre (en) (1 épisode)
- 1972 : ITV Saturday Night Theatre (1 épisode)
- 1973 : Away from It All (1 épisode)
- 1974-1975 : An Unofficial Rose (mini-série, 4 épisodes)
- 1977 : Anna Karenine (mini-série, 10 épisodes)
- 1978 : BBC2 Play of the Week (1 épisode)

### Comme producteur
- 1954-1956 : General Motors Presents (4 épisodes)
- 1957 : On Camera (1 épisode)
- 1957 : Wait for Me
- 1961-1964 : Playdate (6 épisode)
- 1976 : The Lively Arts (1 épisode)